# My Old Piano
«My Old Piano» (с англ. — «Мой старый рояль») — песня американской певицы Дайаны Росс из её десятого студийного альбома Diana (1980). Песня написана и спродюсирована участниками группы Chic Найлом Роджерсом и Бернардом Эдвардсом. Была выпущена в качестве третьего и последнего сингла в США, а также второго сингла в Великобритании и других странах в 1980 году.
В отличие от «Upside Down» и «I’m Coming Out», «My Old Piano» в Соединенных Штатах показал себя скромно; тем не менее в Европе сингл имел успех, в Великобритании он получил серебряную сертификацию за продажи превышающие двести тысяч копий.

## Список композиций
7" Single
1. «My Old Piano» — 3:55
2. «Where Did We Go Wrong» — 3:59

12" Single
1. «My Old Piano» — 3:55
2. «Where Did We Go Wrong» — 3:59
3. «Now That You’re Gone» — 3:59

## Чарты
| Чарт (1980-81)                                 | Пиковая позиция |
| ---------------------------------------------- | --------------- |
| Австралия (Kent Music Report)                  | 25              |
| Австрия (Ö3 Austria Top 40)                    | 20              |
| Бельгия/Фландрия (Ultratop 50)                 | 4               |
| Германия (GfK)                                 | 15              |
| Нидерланды (Dutch Top 40)                      | 2               |
| Великобритания (OCC UK Singles)                | 5               |
| США (Billboard Bubbling Under Hot 100 Singles) | 9               |

## Сертификации и продажи
| Регион | Сертификация | Продажи  |
| --- | ------------ | -------- |
| Великобритания (BPI) | Серебряный   | 200 000^ |
| * Данные о продажах приведены только на основе сертификации. ^ Данные о тиражах приведены только на основе сертификации. |              |          |